# Mala Punica
Mala Punica — ансамбль старинной музыки, основанный в 1987 году аргентинским флейтистом Педро Мемельсдорфом.

## Творчество
Ансамбль был основан в 1987 году музыкантами Педро Мемельсдорфом, Кис Бёек и Джулио Капоаччиа. Художественный руководитель и дирижёр — Педро Мемельсдорф. Состоит из вокалистов и инструменталистов разных стран. Ансамбль получил международное признание после выхода альбома Missa Cantilena в 1997 году. Mala Punica часто гастролирует, выступает на музыкальных фестивалях в Европе, США, Латинской Америке, Израиле и Японии.
Mala Punica специализируется на интерпретации произведений эпохи Треченто и стиля Ars Subtilior в Италии. Для ансамбля характерна свободная трактовка сохранившихся нотных текстов и даже импровизация на их основе (у некоторых современных аутентистов такая практика вызывает обоснованное сомнение). Как показывают манускрипты того времени именно такой и была практика эпохи Треченто — дописывались голоса, обычно, чтоб вписать музыку предыдущего поколения в эстетику последующего времени.
Ансамбль выступал в 2006 году на фестивале Декабрьские вечера в Музее изобразительных искусств им. Пушкина в Москве. Mala Punica дважды гастролировал в Санкт-Петербурге в рамках фестиваля Earlymusic. В 2005 году с программой Narcisso Speculando, состоявшей из произведений Дона Паоло Флорентийского, в 2015 году музыканты исполнили программу Vaventina, включавшую литургические композиции позднего средневековья из Codex Faenza 117 Bonadies (Codex Bonadies).

## Признание
Среди многочисленных наград ансамбля: Diapasan d'Or, Choc Monde de la Musique, 10 de Répertoire, Prix Joker, Cæcilia, Премия музыкальных критиков Бельгии, Prix Studio en Polonia, Premio Vivaldi Fondazione Cini и другие.

## Состав ансамбля в сентябре 2015 года
- Педро Мемельсдорф, флейта, дирижёр, художественный руководитель
- Барбара Дзаникелли, сопрано
- Энн-Катрин Ольсен, сопрано
- Маркета Куркова, меццо-сопрано
- Джанлука Феррарини, тенор
- Рафаэль Джордани, тенор
- Пабло Корнфельд, орган, клавицимбалы
- Давид Каталунья, орган, клавицимбалы
- Гильермо Перес, орган
- Гелена Земанова, колёсная лира

В разное время в состав ансамбля входили:
- Кис Бёек, фидель, до 1998
- Светлана Фомина, фидель
- Христоф Делинь, орган, до 1998
- Карл-Эрнест Шрёдер, лютня
- Джилл Фелдман, сопрано
- Джузеппе Малетто, тенор

## Дискография[4]
- Ars Subtilis Ytalica. Arcana. 1994.
- D'Amor ragionando. Ballades du neo-Stilnovo en Italie, 1380-1415. Arcana. 1995.
- En attendant. L'art de la citation dans l'Italie des Visconti, 1380-1410. Arcana. 1996.
- Missa cantilena, Contrafactures liturgiques en Italie, 1380-1410. Erato. 1997.
- Sidus Preclarum, The complete motets of Johannes Ciconia, 1370-1412. Erato. 1998.
- Hélas Avril. Les chansons de Matteo da Perugia. Erato. 1999.
- Narcisso Speculando. I madrigali di Don Paolo da Firenze. Harmonia Mundi. 2002.
- Faventina. The liturgical music of Codex Faenza. Naïve. 2007[5].